# Baeocera palawana
Baeocera palawana – gatunek chrząszcza z rodziny kusakowatych, podrodziny łodzikowatych i plemienia Scaphisomatini.
Gatunek ten opisany został w 1971 roku przez Ivana Löbla jako Eubaeocera palawana. Lokalizacją typową jest Uring Uring w Brooke's Point.
Chrząszcz o ciele długości od 1,5 do 1,8 mm. W długich czułkach człony dziewiąty i dziesiąty są znacznie dłuższe niż szersze. Wyraźnie grube punktowanie pokrywa większą część zapiersia, a po jego bokach rozmieszczenie punktów jest wyraźnie nieregularne. Hypomeron bardzo delikatnie lub wcale niepunktowany. Metanepisterna wyraźnie oddzielone głębokim szwem. Pokrywy nieprzyciemnione wierzchołkowo, grubo punktowane tylko w części nasadowej, a wzdłuż szwu i przynajmniej w szczytowej ⅓ punktowane bardzo delikatnie. Rowek przyszwowy pokryw zaczyna się u ich podstawy, zakrzywia się wzdłuż krawędzi nasadowej i sięgając boków pokryw formuje pełny rządek bazalny, łączący się z rzędami bocznymi.
Łodzikowaty ten zasiedla ściółkę lasów deszczowych: pierwotnych, zdegradowanych oraz brzegów wtórnych. Znany wyłącznie z filipińskiej wyspy Palawan.